# Mustelus antarcticus
Mustelus antarcticus е вид акула от семейство Triakidae. Видът не е застрашен от изчезване.

## Разпространение
Разпространен е в Австралия (Виктория, Западна Австралия, Нов Южен Уелс, Тасмания и Южна Австралия).